# Guido Keller

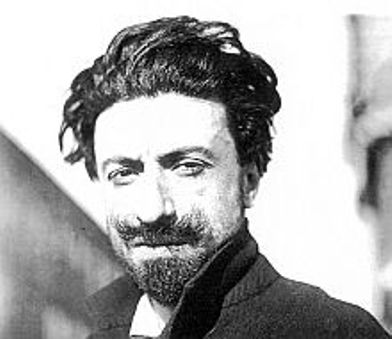
Guido Keller

Guido Keller, eigentlich Guido Baron Keller von Kellerer und Wolkenkeller (* 6. Februar 1892 in Mailand; † 9. November 1929 in Magliano Sabina) war ein italienischer Soldat, Publizist und politischer Abenteurer.

## Leben
Guido Keller entstammt einer – ursprünglich aus dem schweizerischen Kanton Graubünden stammenden – lombardischen Patrizierfamilie. Als Kind besuchte er nach der Grundschule ein Internat in der Schweiz, wurde dort jedoch wegen Disziplinlosigkeit ausgeschlossen.
1912 erwarb er in Turin den Pilotenschein, schloss sich am 1. Juni 1915 den italienischen Luftfahrttruppen an und wurde auf Doppeldeckern zu Aufklärungsflügen eingesetzt. Am 1. Dezember 1915 wurde er zum Leutnant befördert und war zunächst in Verona stationiert. Seine außerordentlichen fliegerischen Qualitäten – die Gegenstand zahlreicher Anekdoten sind – qualifizierten ihn zum Dienst als Jagdflieger, für den er am 22. Dezember 1916 die Lizenz erhielt. Ab 28. Februar 1917 in der 80ª Squadriglia caccia, wechselte er am 1. November 1917 in die 91ª Squadriglia aeroplani da caccia unter Francesco Baracca, einer Elitejagdstaffel in der mehrere italienische Jagdfliegerasse des Ersten Weltkrieges flogen. Für diese Einheit kreierte Keller das offizielle Wappen, einen Löwen mit Adlerkopf als Ausdruck der Verbindung des dominanten irdischen und himmlischen Tieres. Am 29. Oktober 1918 wurde er während der Schlacht von Vittorio Veneto bei einem Einsatz in der Nähe von Godega di Sant’Urbano wiederholt von Flugabwehrfeuer getroffen, am Bein verletzt und gefangen genommen, konnte allerdings wenige Tage später von vorrückenden italienischen Truppen befreit werden. Während seiner Kriegskarriere war Keller mehr als 40 Mal in Luftkämpfe verwickelt, schoss sieben gegnerische Flugzeuge und einen Beobachtungsballon ab und erhielt drei Tapferkeitsmedaillen in Silber. Sein Fluganzug war im Regelfall ein grauer Pyjama, den er unter seinem Fliegermantel trug, anstelle der vorgeschriebenen Kopfbedeckung trug er einen Fez. Im Flugzeug selbst transportierte er ein Teeservice. Ein echter Schädel, der über der Tankanzeige befestigt war, komplettierte die Flugausrüstung. Keller war Anhänger des Naturismus, bewegte sich nackt auf dem Kasernengelände mit einem gezähmten Adler auf der Schulter, lebte am Rande der Flugfelder in Höhlen und las klassische und philosophische Literatur.
Als Gabriele D’Annunzio am 12. September 1919 die ungeklärte politische Situation nutzte und mit rund 1000 Legionären („Arditi“) Fiume besetzte, wurde er in Venedig mit einem Motorboot abgeholt und nach Ronchi gebracht. Guido Keller begleitete ihn und organisierte in Ronchi 40 Lastwagen für den Weitertransport der Arditi. Er avancierte zum Aktionssekretär D'Annunzios, war für die Sicherung der nötigen Vorräte an Waffen, Lebensmitteln und Material zuständig und formte „La Disperata“, eine Elitetruppe aus Freiwilligen, eine „Armee des Wahnsinns“ aus Entwurzelten. Keller plante außerdem, die Idee Marinetti’s umzusetzen, der zufolge Verrückte eine neue Welt bauen und schrieb an Irrenhäuser, ihm harmlose Irre zu schicken. Briefe unterschrieb er mit „Cavaliere del Ideale“ oder „Zarathustra“. Marinetti wurde allerdings bald aus Fiume hinauskomplimentiert und auch Keller geriet dort ins Abseits. Er attackierte den Umkreis D’Annunzios und beteiligte sich an der von Mario Carli herausgegebenen futuristischen Zeitschrift „La Testa di Ferro“, die am 1. Februar 1920 erschien. Vorübergehend verließen Keller und Giovanni Comisso Fiume, kehrten allerdings zurück und inszenierten eine – durch Mino Somenzi – inspirierte „Yoga-Bewegung“ (deren Symbol das Hakenkreuz und die fünfblättrige Rose waren) mit einem festgefügten Kastensystem, die kurzzeitig – vom November bis zum Dezember 1920 eine eigene Zeitschrift „Yoga: Unione di spiriti liberti tendenti alla perfezione“ publizierte. Die Bewegung zielte darauf ab, den als gemäßigt und konservativ wahrgenommenen Elementen, die D’Annunzio umgaben, entgegenzuwirken und sich der freien Liebe, Orgien, Dieben und Prostituierten zu öffnen. In den Proklamationen der Gruppe wird das Bedürfnis, „die Wissenschaft der Liebe, d.h. der Transformation, zu lehren, theoretisiert. Liebe als Empfindung, als Gefühl, als Idee; […] Philosophie nicht als Liebe zur Wissenschaft, sondern als Wissenschaft der Liebe“. Die Fiume-Erfahrung wurde „als ein immerwährender Moment“, wie eine fortlaufende Party erlebt. Keller und Comisso entwarfen auch ein „Castello d’amore“, eine Kostümparty mit mittelalterlicher Kulisse für den Karneval von 1920, die jedoch von D'Annunzio abgelehnt wurde. Umberto Sbacchi beschreibt zwei Fraktionen in Fiume: Die Legalisten und die Verrückten. Keller und seine Anhänger zählt er zu den Verrückten, für die Fiume „der erste Schritt ist, weil es sogar in Italien eine neue und bessere Welt gibt. Für sie ist die Annexion von Fiume nicht das einzige Ziel.“ „Futuristen, Dadaisten und Anarchisten experimentieren im Laboratorium von Fiume und diskutieren über Themen wie die Frauenbefreiung, Drogen, die Abschaffung von Geld und Gefängnissen.“ Zu den allabendlichen Aktivitäten der Bewegung gehörten Diskussionen unter einem Feigenbaum auf der Piazza del Fico, bei denen Keller Pyjama und Fez trug. Er badete ohne Kleidung, ging mit einem Adler oder einem einäugigen Esel spazieren, machte gymnastische Übungen. Zarathustra imitierend, besaß er auch eine Schlange. Man konsumierte Kokain, zum Ritual gehörten nächtliche Ritte und Ausflüge in einem Boot. Nachts in Leintücher eingewickelt, versammelte man sich schreiend auf einem Friedhof. Keller lebte von den Früchten der Bäume, aß Gemüse, Honig, Rosenblätter und Zucker. Er plante nach Russland zu reisen, um eine Erneuerung des abendländischen Geistes zu erwirken.
Am 14. November 1920 flog Keller aus Protest gegen den Vertrag von Rapallo mit einem Doppeldecker nach Rom, warf Flugblätter, eine weiße Rose über dem Vatikan und sieben Rosen für die Königin über dem Quirinalspalast ab, über dem Montecitorio, der Abgeordnetenkammer als Zeichen der Verachtung, einen mit Möhren und Rüben gefüllten Nachttopf. Auf dem Rückweg erlitt er eine Bruchlandung und musste in San Marino landen. Bei der Bombardierung Fiumes im Dezember 1920 weigerte sich Keller auf italienische Soldaten zu schießen und stürzte sich – als mittelalterlicher Ritter verkleidet – mit einem Schwert bewaffnet ins Kampfgetümmel.
Enttäuscht und verbittert von der Niederlage in Fiume, aber auch vom Kokainkonsum geschwächt, reiste er in die Türkei, wo er versuchte, eine eigene Pilotenschule zu gründen, die jedoch erfolglos blieb. Zurück in Italien schloss er sich dem Faschismus an und nahm im Oktober 1922 am Marsch auf Rom teil. Im Jahr 1923 kehrte er in die militärische Luftfahrt zurück und wurde Luftfahrtattaché an der italienischen Botschaft in Berlin. Später bat er um die Versetzung in den aktiven Dienst und wurde 1925 nach Bengasi geschickt, wo er an Operationen gegen Aufständische teilnahm. Nach einem kurzen Aufenthalt in Deutschland ging er zurück nach Italien und unternahm schließlich eine Expedition nach Südamerika – mit dem Ziel, die dortigen Republiken zusammenzuführen. Er besuchte Venezuela reiste den Orinoco hinauf, versuchte eine Linie für Wasserflugzeugen zu installieren und ging schließlich als Goldgräber nach Peru. Im Jahr 1928 kehrte Keller nach Italien zurück, erlitt als Pilot einen weiteren Flugzeugabsturz bei der Überführung eines Wasserflugzeugs nach Sanremo und träumte von Projekten wie einer Luftshow „Conquista del sole“ (= Eroberung der Sonne) in Zusammenarbeit mit dem Maler und Piloten Fedele Azari und einer „Città di vita“ (= Stadt des Lebens), einem Ort, an dem Künstler leben und die Idee des in Fiume erlebten Lebensfestivals reproduzieren. Vorübergehend in einem Franziskanerkloster in Fiesole, lebte er schließlich unter ärmlichen Verhältnissen in Ostia in Armut und starb im Alter von siebenunddreißig Jahren am 9. November 1929 in der Nähe von Magliano Sabina bei einem Verkehrsunfall. Keller erhielt als „Held des Faschismus“ ein Staatsbegräbnis. Auf Geheiß von D’Annunzio wurde er später auf den Colle delle Arche im Vittoriale degli italiani in Gardone Riviera umgebettet.

## Film
- The Lost Ones: Guido Keller – Jagdflieger und Poet. Regie: Mathilde Hirsch. Produktion: INA, Frankreich, 2020